# Tafonomia

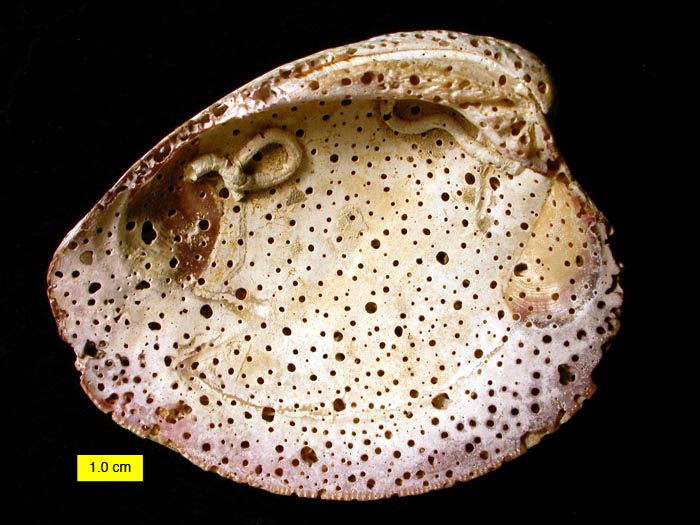
Perforacions i incrustacions en la closca d'un mol·lusc modern.

La tafonomia és l'estudi científic dels organismes morts a través del temps i com queden finalment fossilitzats (si és que ho fan). El terme tafonomia (del grec taphos - τάφος significa enterrament, i nomos - νόμος significa llei), va ser introduït per a la paleontologia el 1940 pel científic rus, Ivan Efremov, per descriure l'estudi de la transició de les restes, parts o productes dels organismes de la biosfera a la litosfera, és a dir la creació d'un fòssil.
Els tafonomistes estudien els fenòmens de l'estratificació dels éssers vius, la descomposició, la diagènesi i la incrustació bioerosió per esclerobionts. (Els eclerobionts són organismes que habiten en substrats durs)
Gràcies a la tafonomia es pot entendre millor com n'està d'esbiaixat el registre fòssil. Els fòssils estan per tot arreu en les roques sedimentàries, però els paleontòlegs no poden donar conclusions acurades sobre la vida i ecologia dels organismes fossilitzats sense saber els processos involucrats en la seva fossilització. Per exemple, si en un lloc amb fòssils hi predominen els d'una mena, pot inferir que n'hi havia molts d'aquesta mena o que aquestes restes eren més resistents a la descomposició.
Durant el final del segle xx, les dades tafonòmiques van començar a ser aplicades a altres subcamps paleontològics com la paleobiologia, paleooceanografia, icnologia (l'estudi de les petjades fòssils) i la bioestratigrafia. Amb això s'aclareix el significat dels fòssils que es troben.
Els arqueòlegs estudien els processos tafonòmics per tal de determinar com les restes de les plantes, dels animals (i dels humans) s'acumulen i es preserven de manera diferenciada en els jaciments arqueològics. Això és crític per a determinar com aquestes restes estan associades a l'activitat humana. A més a més, els processos tafonòmics poden alterar les restes biològiques després que estiguin dipositades en els jaciments. Algunes restes sobreviuen millor que les altres a través del temps i, per tant, poden esbiaixar una col·lecció excavada.
L'examen de la tafonomia experimental normalment consisteix a exposar les restes d'organismes a diversos processos d'alteració i aleshores examinar els efectes de l'exposició.

## Preservació de biopolímers
Quan els materials són més aviat inerts, com la calcita i els ossos, els processos tafonòmics són relativament obvis, perquè tals parts són estables i canvien poc durant el temps. Tanmateix la preservació de "teixits tous" és més interessant i requereix condicions peculiars. Mentre usualment només materials biomineralitzats sobreviuen a la fossilització, la preservació de teixit tou no és tan rara com a vegades es creu.
Tant l'ADN com les proteïnes són inestables i rarament sobreviuen més de centenars de milers d'anys abans de degradar-se. Els polisacàrids també tenen un potencial baix de preservació, llevat que les molècules estiguin químicament fortament entrelligades; aquesta interconnexió és més comuna en teixits estructurals i els fan resistents a la degradació química. Per exemple la lignina és molt resistent, també les espores i el pol·len, la cutícula de les plantes i dels animals, les parets cel·lulars de les algues, i potencialment la capa de polisacàrids d'alguns líquens. Aquesta interconnexió fa les substàncies químiques menys propenses a la degradació química i també significa que són una font pobra d'energia i, per tant, menys probablement serà digerida per organismes carronyers. Després d'estar sotmeses a la calor i a la pressió, aquestes molècules entrelligades es 'couen' i passen a ser querogen, molècules de cadena curta (<17 C àtoms). Altres factors afecten la possibilitat de preservació; per exemple l'esclerosi ajuda a la conservació.
Es creia que només la presència d'una cutícula dura podia preservar els organismes pel procés dels esquists de Burgess, però s'han descobert altres organismes preservats que no tenien tal mena de cutícula.
És una concepció equivocada pensar que les condicions sense oxigen són necessàries per a preservar els teixits tous; en realitat molta de la degradació la produeixen bacteris sulfatoreductors que només viuen en condicions anaeròbies. La manca d'oxigen, tanmateix, redueix la probabilitat que els carronyers desfacin teixits de l'organisme mort i l'activitat d'altres organismes destrueixin el teixit tou.
La cutícula de les plantes (que conté dues menes de polímers) té tendència a preservar-se més si conté més cutana, un polímer hidrocarbonat que el polímer polièster (cutina).Tot i això, la cutana és absent en 16 dels 19 tàxons d'angiospermes i gimnospermes.
Les plantes i les algues produeixen els composts millor conservables, enumerats d'acord amb el seu potencial de preservació ( Tegellaar i altres, vegeu referència).